# 4시의 악마
《4시의 악마》(영어: The Devil at 4 O'Clock)는 1965년에 제작된 미국 영화이다.

## 줄거리
작은 비행기가 타히티에서 500마일 떨어진 가상의 프랑스령 폴리네시아 태평양 탈루아 섬에 접근한다. 비행기는 수갑을 찬 세 명의 죄수와 한 명의 사제를 싣고 섬에서 하룻밤을 묵으며 다음 날 계속 비행할 계획이었다.
섬에서 두난 신부는 페로 신부에 의해 직무를 해제당했다. 알코올 중독자인 두난은 섬 주민들에게서 멀어졌는데, 이는 그가 섬에 조심스럽게 숨겨진 비밀, 즉 섬 아이들 사이의 나병을 우연히 발견했기 때문이었다. 두난은 섬의 화산 근처에 아이들을 위한 병원을 지었고, 나병 환자촌을 위한 기금이나 물품을 구하기 위해 정기적으로 가정을 방문했다. 그러나 주민들은 두난의 기부 요구에 지쳐 그를 성가신 존재로 여겼다.
비행기에서 내린 해리, 찰리, 마르셀 세 죄수는 나병 병원에서 일하게 된다. 모든 것이 평범해 보였지만 화산이 폭발하고 주지사가 대피를 명령한다. 주지사는 방금 떠난 화물선과 연락이 닿지 않아 수상기 한 대와 스쿠너 한 대로 섬을 대피시킬 계획이다.
아이들은 여전히 화산 비탈의 병원에 있고 두난은 그들을 구하기 위해 필사적이다. 화물선이 갑자기 섬으로 돌아오자 두난은 아이들을 돕고자 하는 마을 사람들을 찾을 수 없었다. 그는 주지사를 설득하여 몇 명의 사람들을 내려 아이들을 구하게 한다. 스쿠너는 다음 날 오후 4시까지 그들을 기다렸다가 조류 때문에 떠나야 한다.
세 명의 범죄자들은 마을 사람들이 정신이 팔린 틈을 타 약탈을 벌이지만, 교회에 들어서자 두난은 그들이 자원봉사를 하러 온 줄 안다. 두난이 그들의 형량을 줄이도록 당국을 설득할 수 있다고 말하자, 죄수들은 두난과 함께 병원으로 낙하산으로 내려가 아이들과 직원들을 구하는 데 동의한다. 병원의 아이들과 직원들은 네 개의 낙하산이 내려오는 것을 보고 환호하며 정글에서 그들을 찾으러 간다. 한 번도 뛰어본 적 없는 마르셀은 나무에 걸린다.
병원에서 그들은 아이들을 한 줄로 묶는다. 그들이 떠난 지 몇 분 만에 병원은 무너진다. 그들은 산비탈의 바위투성이 길을 내려간다. 사방에 용암이 흐른다. 각 어른은 아이 한 명을 안고 해리는 맹인 소녀를 안는다. 둘째 날, 그들은 긴 하산 길에 지친다. 해리는 이제 자신이 몇 마일 동안 죽은 아이를 안고 있었다는 것을 깨닫고 죄책감을 느낀다. 그들은 아이를 묻고 기독교식 장례식을 치른다.
일행은 동굴에 피신하여 비가 오기를 기도한다. 두난은 해리가 좋은 사람이라는 것을 깨닫고 내려오는 길에 해리와 카밀을 결혼시켰다고 고백한다. 그들이 계속 가자 마르셀이 진흙 웅덩이에 발을 딛고 사라진다. 그들은 불타버렸을까 두려워했던 목재 다리에 도착하지만, 다리는 상태가 매우 나쁘고 아래에는 용암 강이 흐른다. 해리가 먼저 건너고 두난과 찰리는 아래로 가서 구조물을 수동으로 지탱한다. 모두가 건너는 동안 찰리는 모든 무게를 등에 진다. 화산이 폭발하고 움직임으로 인해 다리가 부서져 찰리를 깔아뭉갠다. 두난은 반대편에 남지만 다른 사람들은 계속 간다.
해리는 일행을 마을과 배로 안내한다. 그는 카밀에게 배에 타라고 말하며 "나는 오래전에 배를 놓쳤어"라고 말한다. 그는 트럭을 몰고 부서진 다리로 돌아간다.
두난은 죽어가는 찰리를 위로하고, 해리는 반대편에 나타난다. 다리가 끊겨 둘 다 서로에게 닿을 수 없다. 해리는 여전히 살 기회가 있지만 친구들과 함께 남기로 선택한다. 찰리가 죽고 두난은 종부성사를 집전한다. 큰 폭발에 앞서 오는 고요함을 아는 두난과 해리는 화산이 폭발하여 산을 파괴할 때 협곡의 반대편에서 기다린다.
바다에서 생존자들은 온 섬이 폭발하여 하늘이 붉게 변하는 것을 지켜본다.

## 출연
- 스펜서 트레이시 - 메튜 두난 신부
- 프랭크 시나트라 - 해리
- 커윈 매슈스 - 조셉 퍼로 신부
- 버니 해밀턴 - 찰리
- 그레고르 아슬란 - 마르셀

## 한국판 성우진 (MBC, 1994년 10월 8일)
- 김병관 - 메튜 두난 신부(스펜서 트레이시)
- 김관철 - 조셉 퍼로 신부(커윈 매슈스)
- 황일청 - 해리(프랭크 시나트라) / 해설
- 박태호 - 웨슬러(마틴 브란트)
- 이명숙 - 마가렛(미셸 몬타우)
- 김명수 - 찰리(버니 해밀턴)
- 탁재인 - 마르셀(그레고르 아슬란)
- 이종오 - 총독(알렉산더 스커비)
- 오혜숙 - 까미유(바바라 루나)
- 전국근 - 아리스티드(루 메릴)
- 이우신 - 비행 조종사(장 피에르 오몽)
- 우정신 - 프랑스 여성(재닌 그란델)
- 최원형 - 직원(맥스 돔마)
- 안장혁 - 비행 조종사(토마스 H. 미들턴)
- 유은숙 - 소니아(모키 하나)
- 박지훈 - 간수(루이스 메르시에)